# فرانکی بانالی
فرانکی بانالی (انگلیسی: Frankie Banali; ۱۴ نوامبر ۱۹۵۱ – ۲۰ اوت ۲۰۲۰) موسیقی‌دان اهل ایالات متحده آمریکا بود. وی بین سال‌های ۱۹۷۵ تا ۲۰۲۰ میلادی فعالیت می‌کرد.